# Bajerovce
Bajerovce é um município da Eslováquia, situado no distrito de Sabinov, na região de Prešov. Tem 16,11 km² de área e sua população em 2018 foi estimada em 290 habitantes.

## Demografia
| Ano:        | 1994 | 2004    | 2014    | 2024   |
| ----------- | ---- | ------- | ------- | ------ |
| Broj ljudi: | 390  | 330     | 295     | 270    |
| Razlika:    |      | -15,38% | -10,60% | -8,47% |

| Ano:               | 2023 | 2024   |
| ------------------ | ---- | ------ |
| Número de pessoas: | 267  | 270    |
| Diferença:         |      | +1,12% |